# Nariman Narimanov
Pour la station de métro, voir Nəriman Nərimanov (métro de Bakou).
Nariman Narimanov (Nəriman Kərbəlayi Nəcəf oğlu Nərimanov en azéri, Нариман Кербелаи Наджаф оглу Нариманов en russe) né à Tbilissi (Géorgie) le 2 avril 1870 (14 avril dans le calendrier grégorien) et mort à Moscou le 19 mars 1925, est un homme politique et écrivain azéri.

## Biographie
Narimanov étudie au petit séminaire de Gori (jusqu'en 1890), puis à la faculté de médecine d'Odessa (jusqu'en 1898). Il exerce la médecine à Bakou et à Tbilissi.
Narimanov adhère au parti social-démocrate musulman Hummet, creuset du futur Parti communiste d'Azerbaïdjan (en), en 1905. Malgré une arrestation en 1909, il dirige les activités du parti en Azerbaïdjan à partir de 1913. Il traduit le programme du parti ouvrier social-démocrate de Russie en azéri. En 1917, il est le principal responsable de Hummet et, en même temps, organise les cellules du POSDR à Bakou. Il est donc naturellement appelé à devenir un des cadres du nouveau régime en Transcaucasie. Au printemps 1918, il est membre du conseil des commissaires du peuple à Bakou. En 1920, il dirige le Comité révolutionnaire d'Azerbaïdjan puis le conseil des commissaires du peuple de la République socialiste soviétique d'Azerbaïdjan.
Il poursuit sa carrière au sein de l'administration suprême de la nouvelle Union des républiques socialistes soviétiques. Il est membre du Praesidium du Comité exécutif central d'URSS du 30 décembre 1922 au 19 mars 1925.
Peu avant, il représente l'Azerbaïdjan au sein de la délégation soviétique à la conférence de Gênes.
Les 12e et 13e congrès du Parti bolchevik russe le portent à la fonction de candidat au Comité central.

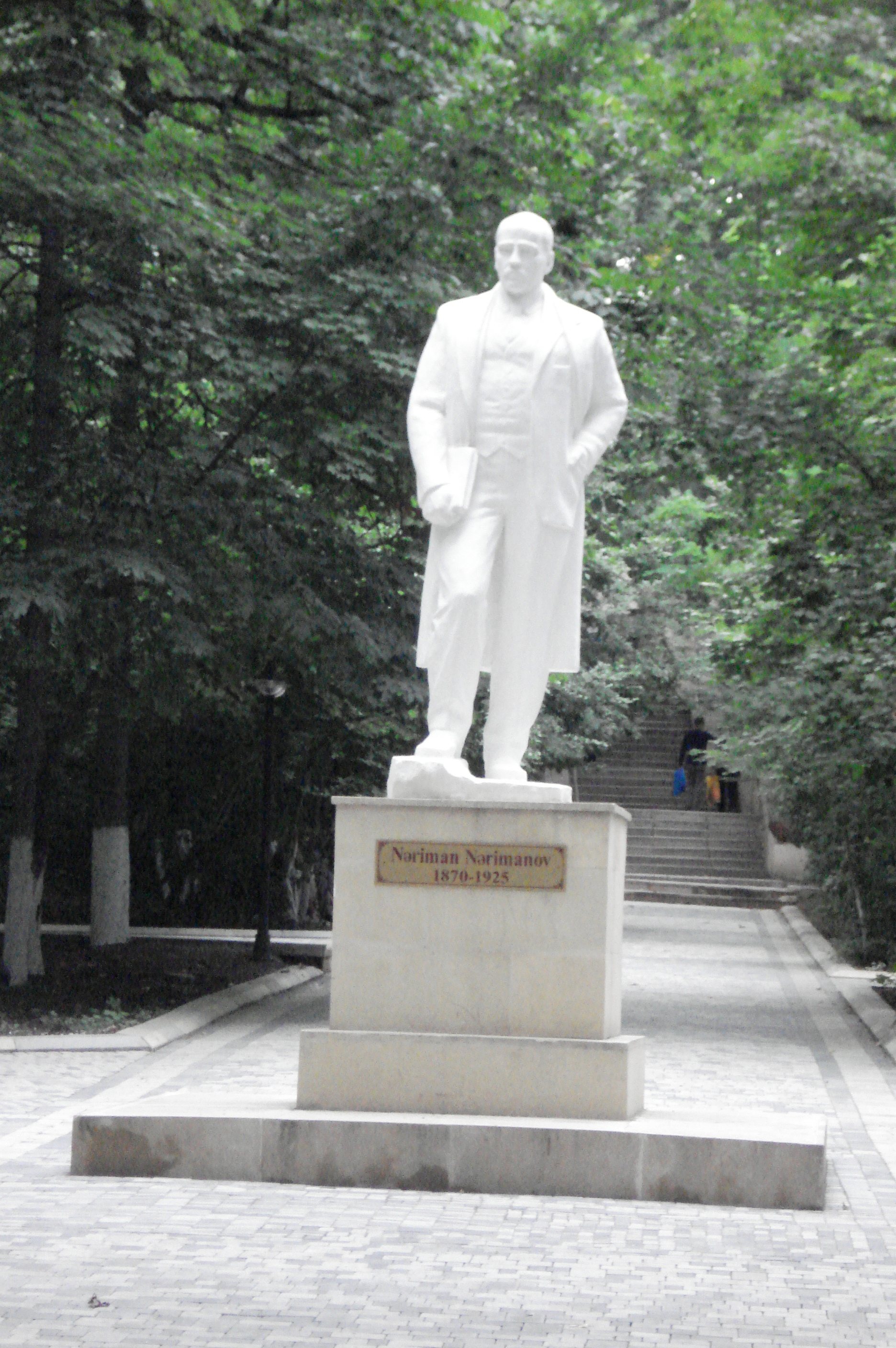
Monument de Narimanov à Qussar

## Carrière politique
Après la révolution d'octobre 1917,  Nariman Narimanov est devenu président du parti politique social-démocrate azerbaïdjanais Hummet, précurseur du Parti communiste d'Azerbaïdjan . Cependant, il ne s'est pas présenté aux élections sur la liste d’Hummet et n'était donc pas membre du Soviet de Bakou pendant le bref règne de la commune de Bakou en 1918. Il fut cependant nommé commissaire du peuple à l'économie nationale par le Soviet de Bakou. 
Après la chute du Soviet de Bakou, Narimanov a réussi à s'échapper de la ville pour se rendre à Astrakhan, évitant ainsi le destin sinistre des 26 commissaires de Bakou. Il y fut nommé chef de la Division du Proche-Orient du Commissariat du Peuple aux Affaires étrangères de la Russie soviétique, avant de devenir par la suite Commissaire adjoint du Peuple au Commissariat aux Affaires nationales. Narimanov était un défenseur de l'autonomie nationale au sein d'une structure soviétique fédérée et est largement considéré comme déterminant dans la décision prise en juillet 1919 par le Politburo de reconnaître l'Azerbaïdjan en tant que République soviétique indépendante.
En 1920, Narimanov fut nommé président du Comité révolutionnaire azerbaïdjanais et, peu après, président du Conseil des commissaires du peuple de la République soviétique azerbaïdjanaise. En avril et mai 1922, il participa à la Conférence de Gênes en tant que membre de la délégation soviétique. En 1922, il fut élu président du Conseil des syndicats de la Fédération transcaucasienne. Le 30 décembre 1922, Narimanov fut élu l'un des quatre présidents du Comité exécutif central de l'URSS à sa première session.
En avril 1923, Narimanov a été élu candidat au Comité central du Parti communiste russe des bolcheviks. Le nationaliste modéré charismatique s'est affronté avec Sergo Ordzhonikidze, proche collaborateur de Joseph Staline, qui dirigeait le parti communiste en Transcaucasie. À la suite de ce conflit, Ordjonikidzé avait fait transférer Narimanov à des postes à Moscou pour le faire sortir du Caucase.

## Créativité littéraire
Narimanov est un écrivain et dramaturge azerbaïdjanais majeur. Dans ses œuvres, il a reflété les étapes de la lutte pour l'émancipation de l'Est. De manière artistique, Narimanov est un réaliste avec un parti pris journalistique.
Nariman Narimanov a écrit un certain nombre d'œuvres littéraires qui revêtent une grande importance pour le développement de la littérature azerbaïdjanaise : 
- En 1895, la pièce «Trouble de la langue» ou «Chamdan Bey» est publiée à Bakou.
- Publié en 1896, Bahadir et Sona est considéré comme l'un des premiers romans azerbaïdjanais[3]. L'histoire met en scène le rapprochement amoureux entre le jeune Bahadır (azerbaïdjanais) et la belle Sona (arménienne). "Les pérégrinations du couple naissant révèlent leurs différences culturelles. Ces points de divergence poussent Bahadir et Sona à établir une critique factuelle des travers de la société dont ils sont chacun issus"[4].
- Narimanov est l'auteur de la première tragédie historique “Nadir Chah” (1899) dans l'histoire de la littérature azerbaïdjanaise. Pendant longtemps, les autorités tsaristes ont empêché le déroulement de la tragédie et celle-ci n'a été présentée sur la scène azerbaïdjanaise qu'après la première révolution russe.

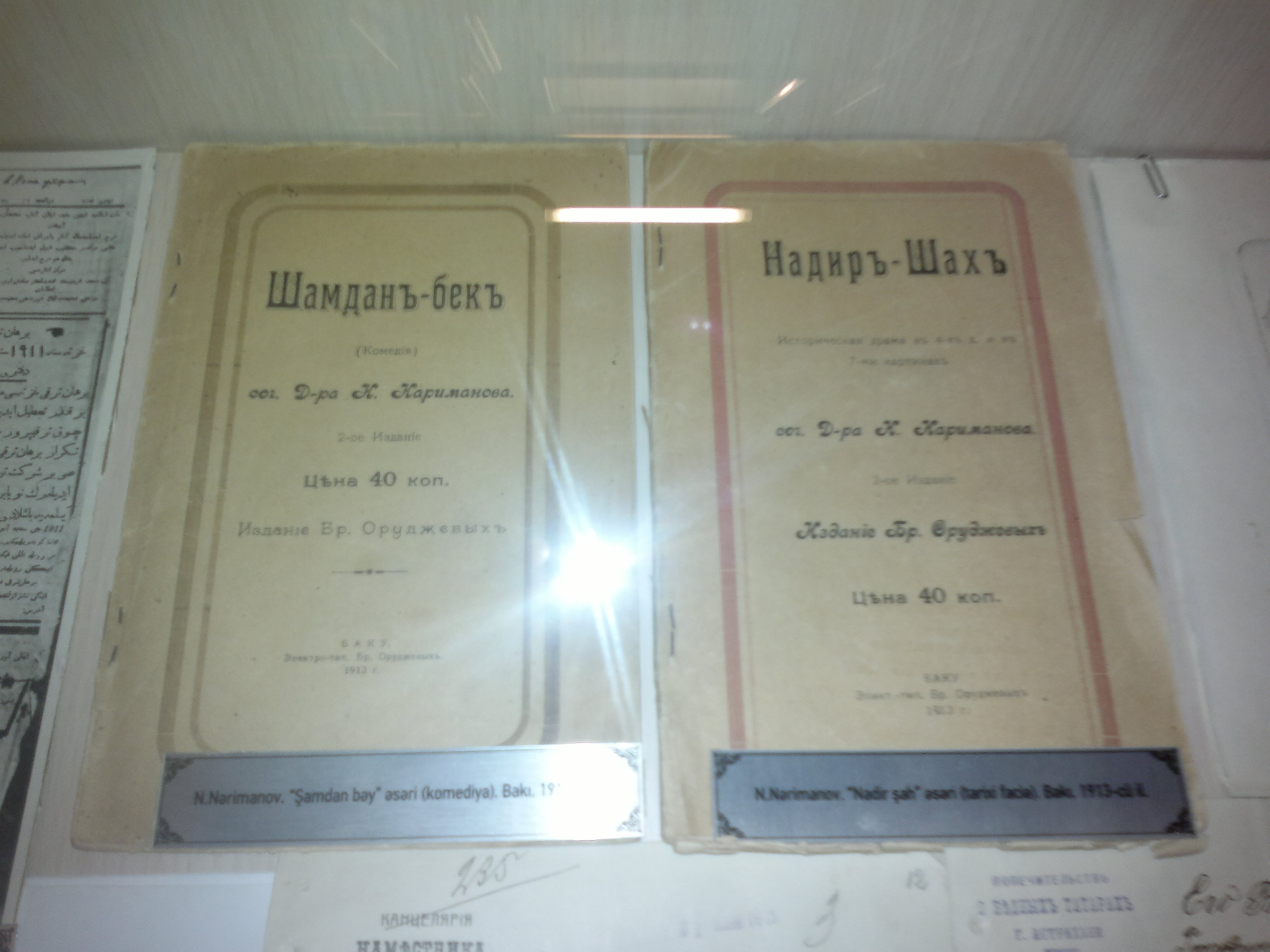
Publications de «Chamdan Bey» et «Nadir Chah» de 1913. Maison-musée de Narimanov à Bakou

- Dans le roman "La fête", Narimanov s'oppose à la religion, réprouve le fanatisme et expose le clergé de la Russie tsariste. Cet ouvrage est l'un des meilleurs exemples de propagande et de littérature anti-religieuse.
- Dans le même esprit a été écrit une autre histoire "Nadanlik" ("Ignorance").
- En 1915, il publie "Les aventures d'un village" dans lequel il décrit la vie dure des gens ordinaires.

Dans des articles critiques littéraires, Narimanov a examiné les problèmes de réalisme dans les écrits de Gassim-bey Zakir, Mirza Fatali Akhundov, Djalil Mamedgoulizade, A. Sabir et autres. Il défendait le réalisme, critiquait la théorie de l'art "pur". 

## Mort et héritage

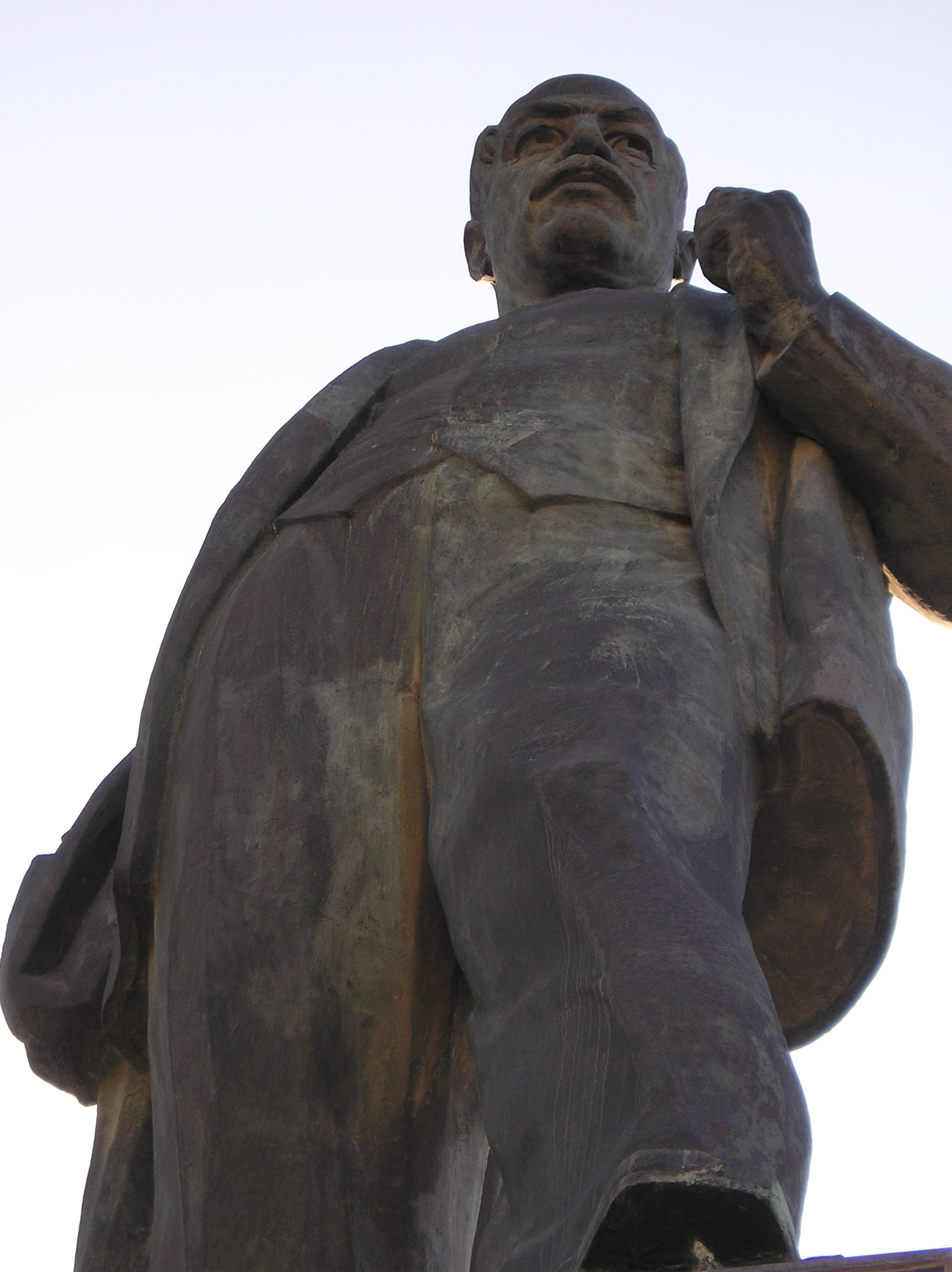
Monument de Narimanov à Bakou

Narimanov est mort d'une crise cardiaque le 19 mars 1925. Il avait 54 ans au moment de son décès. Il a été incinéré et ses cendres enterrées dans la nécropole du mur du Kremlin.
Léon Trotsky a qualifié sa mort de deuxième plus grande perte pour le monde oriental après celle de Lénine. Sergo Ordzhonikidze a décrit Narimanov comme "le plus grand représentant de notre parti à l'Est".
- Azerbaïdjan: Monuments à Bakou, Gandja et Sumgayit, cinéma, station de métro, écoles, rues, rues de villages à Bakou également à Imichli (ville) et Gandja, Université de médecine d'Azerbaïdjan, parc central ainsi que village de Narimanli à Chamkir, Goranboy et Narimankend dans les régions azerbaïdjanaises de Bilasuvar, Gobustan, Gadabay et Sabirabad, le stade Nariman Narimanov.
- Biélorussie: village situé dans la salle des fêtes du raion d'Aleksitchskom Khoiniki, dans la région de Gomel.
- Géorgie: une rue (devenue Kutaisi en 1932), un musée à Tbilissi (inactif), centre culturel, école, monument et rue à Marneuli[7].
- Kazakhstan: aéroport de Kostanay (Narimanovka).
- Russie: Narimanov, Astrakhan Oblast, un khutor dans l'agglomération rurale de Léninskoïe du raion de Zimovnikov dans l'oblast de Rostov, une agglomération dans le raion de Nurlat de la République de Tatarstan, un village situé dans l'arrondissement rural de Narimanov, dans le raion de Tumen, dans le raion de Tumen la région d'Oulianov, le centre culturel de Chatura, les rues de Volgograd, les régions de Tchernyanka Belgorod, Kostroma et Moscou, la rue proche de la voie ferrée de Voronej. Le nom de Narimanov a déjà été donné à l'Institut d'études orientales de Moscou.
- Turkménistan: une rue de Bayramali.
- Ukraine: une ruelle à Odessa, une rue à Kharkiv, village situé dans la région de Kirovagrad.
- Ouzbékistan: une ville de Payarik s'appelait autrefois "Narimanovka". Une ville de l'oblast de Tachkent.

## Décès
Pierre Pascal note dans son Journal, à la date du 20 mars 1925 : « À l'occasion de la mort de Narimanov, président du C.E.E., ordre a été donné de baisser les drapeaux de deuil. Dans certains endroits, on a donné congé au personnel à 1 heure. »

## Distinctions
- Ordre du Drapeau rouge